# Die Vorladung
Die Vorladung (Originaltitel: Utószezon) ist ein ungarischer Spielfilm mit tragikomischen Zügen aus dem Jahr 1967 von Zoltán Fábri. Das Drehbuch stammt von Péter Szász. Es beruht auf einem Roman von György Rónay. Die Hauptrollen sind mit Antal Páger, Noémi Apor, Lajos Básti und Sándor Kömíves besetzt. Zum ersten Mal ins Kino kam das Werk am 23. Januar 1967 in Ungarn. In Deutschland hatte der Film seine Premiere am 19. November 1969 im Programm der ARD.

## Handlung
Mehrere pensionierte alte Herren, die ihre Zeit beim Bier im Bahnhofswartesaal, im Beobachten der An- und Abreisenden und mit typischen Altherrenstreichen verbringen, kommen, animiert durch einen Zeitungsbericht über den Eichmann-Prozess, auf den makabren Einfall, ihrem Freund Kerekes, den sie seit ein paar Tagen in ihrer Runde vermissen, mit einer fingierten Vorladung von der Staatspolizei etwas Angst einzujagen. Kerekes reagiert jedoch ganz anders, als sie erwartet haben. Er fährt nicht zum Ort der Polizeibehörde, sondern in eine andere Stadt und sucht dort die Apotheke auf, in der er während des Zweiten Weltkrieges als Gehilfe gearbeitet hatte; denn er bringt die Vorladung mit seiner damaligen Denunziation der Geschäftsinhaber als Juden in Verbindung und forscht nach deren Schicksal. Dabei treibt er auch einen alten Kameraden auf, der damals Polizeichef war und ihm die wenigen Verderben bringenden Worte entlockt hatte. 
Die unruhig gewordenen Freunde spüren Kerekes wieder auf, und der in seinem Gewissen aufgeschreckte Mann verlangt von ihnen eine Beurteilung seines damaligen Verhaltens. 
Kerekes, seine Freunde und der ehemalige Polizeichef kommen zu einer mitternächtlichen improvisierten Gerichtsverhandlung, die der ähnlich makabren Veranstaltung in Friedrich Dürrenmatts „Panne“ nachgestaltet wurde. Die einen sprechen ihn von jeglicher Schuld frei, ein anderer hält ein Todesurteil für richtig. Kerekes will sich ernstlich der Polizei stellen. Doch dort versteht man ihn gar nicht. Ein Selbstmordversuch, den er dann anstellt, schlägt fehl. Daraufhin kehrt er zu seinen Freunden zurück und taucht unter in ihrem ungewöhnlichen Zeitvertreib.

## Kritik
Der Evangelische Film-Beobachter  zeigt sich voll des Lobes:  „Ein Film, der gerade aus seiner Mischung aus tragikomischer Farce und psychoanalytischer Erhellung eines Bewußtseins weithin überzeugend das Verhalten manches sogenannten kleinen Mannes, der zum Rädchen in der Vernichtungsmaschinerie des Faschismus wurde, zu seiner eigenen Vergangenheit wiedergibt. Ab 16 sehenswert.“ Auch das Lexikon des internationalen Films kommt zu einer positiven Einschätzung: „In einer kunstvollen Synthese aus Vergangenheitsbewältigung und makabrem Scherz entwirft Ungarns bedeutender Regisseur Zoltán Fábri ein Bild von der haftenden Schuld des Menschen und zugleich eine Mahnung für die Zukunft: Aus dem «witzigen» Einfall von vier alten Müßiggängern, ihrem Freund eine «Vorladung» zur Staatspolizei zukommen zu lassen, wird harter Ernst.“